# Ceratoscopelus warmingii
Espèce
Ceratoscopelus warmingii est un poisson Myctophiformes.

## Référence
- Lütken : Spolia Atlantica. Scopelini Musei zoologici Universitatis Hauniensis. Bidrag til Kundskab om det aabne Havs Laxesild eller Scopeliner. Med et tillaeg om en anden pelagisk fiskeslaegt. Danske Videnskabernes Selskabs Skrifter Kjøbenhavn (Serie 6) 7-6 pp 221-297.